# Ballingarry, Tipperary
Ballingarry (iriska: Baile an Gharraí) är en ort i den östra delen av grevskapet Tipperary i provinsen Munster i Republiken Irland. Ballingarry ligger nära gränsen till grevskapet Kilkenny, längs vägen R691. Tätorten (settlement) Ballingarry hade 269 invånare vid folkräkningen 2016.